# Пам'ятник воїнам-інтернаціоналістам (Коростень)
Пам'ятник воїнам-інтернаціоналістам — пам'ятник в місті Коростені всім коростенським учасникам бойових дій на територіях інших держав.

## Загальні дані
Пам'ятник розташований в парку культури і відпочинку Древлянській. Пам'ятник створено в 1994 році, автором виступив художник М.Бекета.

### Опис
Пам'ятник представляє собою надрізану ракету, яка мала полетіти в небо, але залишилася стояти на землі, як і багато доль юнаків, що зламилися в бойових діях.
В основі пам'ятника прикріплено табличку з іменами тринадцяти коростенців, що загинули в Афганістані.

## Джерело
- (рос.) Памятник воинам-афганцам в Коростене